# Juan Segovia Noriega
Juan Segovia Noriega (Madrid,	21 de maig de 1982) és un polític espanyol del Partit Socialista Obrer Espanyol.
Nascut a Madrid el 21 de maig de 1982, es va llicenciar en dret. Va treballar en una editorial familiar abans de introduir-se en la política.
El 2008 va passar a liderar l'Agrupació Socialista al districte madrileny de Fuencarral-El Pardo.

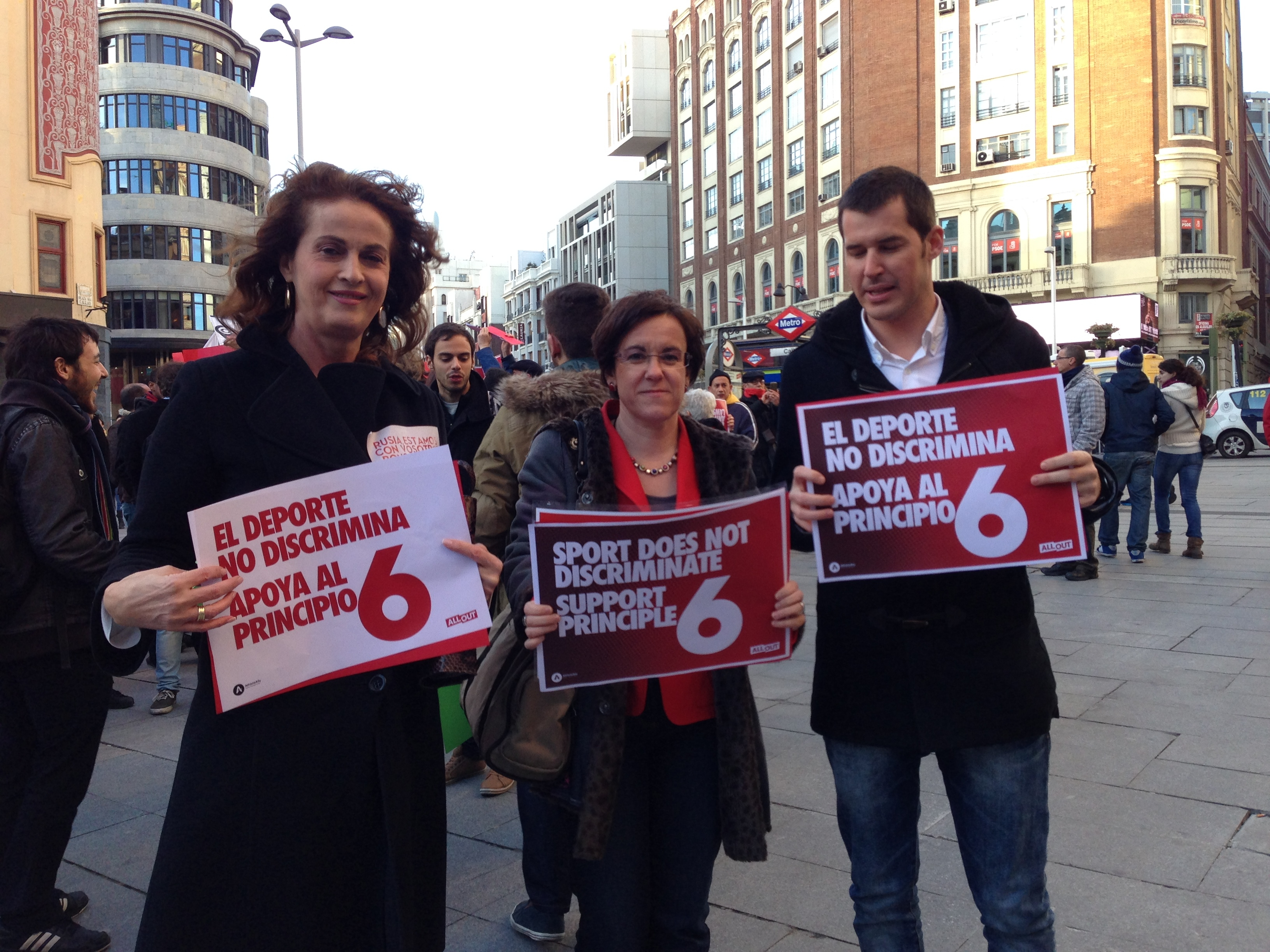
Amb Carla Antonelli i Puri Causapié a la plaça del Callao.

Va començar la seva trajectòria com a parlamentari a l'Assemblea de Madrid, després de resultar elegit diputat de la novena legislatura de la càmera en les eleccions autonòmiques de 2011. Va resultar elegit diputat per a la desena legislatura en les eleccions a l'Assemblea de Madrid de 2015.
Al juliol de 2015 va ser candidat a les primàries a la Secretaria General del PSM-PSOE, enfrontant-se a Sara Hernández. La seva candidatura va ser derrotada.
Juan Segovia, que es va adherir al sector susanista dels socialistes madrilenys, va veure la seva activitat parlamentària a l'Assemblea reduïda amb l'arribada de José Manuel Franco Pardo a la secretaria general. Va renunciar a la seva acta de diputat a l'abril de 2018, motivat per una oferta de treball al voltant d'un projecte de desenvolupament sostenible a Llatinoamèrica.